# Gräberfeld von Mödling
Das langobardische Gräberfeld von Mödling ist ein völkerwanderungszeitliches Gräberfeld der Langobarden bei Mödling in Niederösterreich. Funde, die in den Gräbern gemacht wurden, werden auf die Mitte des 6. Jahrhunderts datiert.

## Fundgeschichte des Gräberfeldes
Das Gräberfeld liegt im Bereich zwischen Guntramsdorferstraße und Weißer Kreuzgasse. Bereits im Jahr 1907 wurde beim Bau des Hauses in der Beethovengasse 10 ein langobardisches Grab entdeckt. Im Jahr 1977 wurden etwa 600 m entfernt weitere Langobardengräber entdeckt.

## Weitere Grabfunde in der Umgebung des Gräberfeldes
Bereits vor der Völkerwanderungszeit war der Bereich des Gräberfeldes genutzt und diente einer Siedlung der Linearkeramiker zur Entnahme von Baulehm. Ein jungsteinzeitliches Grab, das nicht genauer eingegrenzt werden kann, befindet sich im Bereich des langobardischen Gräberfeldes. Grabfunde der römischen Kaiserzeit wurden nördlich des langobardischen Gräberfeldes gemacht, im Bereich des Südbahngeländes von Mödling. Nicht weit davon entfernt, in der Lerchengasse, wurden 1954 ostgermanische Gräber entdeckt. Einige hundert Meter nordwestlich des langobardischen Gräberfeldes wurden zwischen 1968 und 1977 insgesamt 499 Gräber der Awarenzeit ausgegraben.

## Das Langobardische Gräberfeld
Das Gräberfeld ist relativ klein und besteht aus neun Gräbern, die in einem lehmigen Bereich innerhalb eines schotterdominierten Areals platziert sind. Da Schotter schwieriger als Lehm auszugraben ist, könnte der beschränkte Platz auch der Grund für die geringe Größe des Gräberfeldes sein. Möglich ist aber auch, dass nur die Bewohner eines Einzelgehöfts hier beerdigt wurden, und nicht die einer größeren Siedlung. Die Toten wurden in Holzsärgen in ost-westlicher Richtung bestattet, wobei der Kopf nach Westen zeigte. Das Gräberfeld wurde im zweiten Drittel des 6. Jahrhunderts genutzt, also vor dem Abzug der Langobarden aus Pannonien nach Italien im Jahre 568. Die langobardischen Gräber von Mödling sind im Gegensatz zu denen nördlich der Donau und vielen pannonischen Langobardengräbern nicht beraubt und zeichnen sich durch reichhaltige Grabbeigaben aus. Darunter sind etwa Lanzenspitzen, Schwerter, Schildbuckel, Gürtelschnallen und Fibeln.